# Carl Julius Bernhard Börner
Carl Julius Bernhard Börner ( 28 de mayo de 1880-14 de junio de 1953 ) fue un botánico, pteridólogo y entomólogo germano.
Börner había nacido en Bremen, falleciendo en Naumburg. Sus colecciones de Collembola se resguardan en la actualidad en el Museo de Historia Natural de Londres y en el Deutsches Entomologisches Institut de Müncheberg.
- La abreviatura «Börner» se emplea para indicar a Carl Julius Bernhard Börner como autoridad en la descripción y clasificación científica de los vegetales.[1]